# Nanarchaea
Nanarchaea – rodzaj pająków z infrarzędu Araneomorphae i rodziny Malkaridae. Zalicza się do niego dwa opisane gatunki. Endemity Australii.

## Morfologia
Pająki o ciele długości około 1–2 mm, ubarwionym żółto, beżowo lub brązowo. Kształt karapaksu jest zaokrąglony w widoku grzbietowym i rombowaty w widoku bocznym. Jego części głowowa i tułowiowa są dobrze wyodrębnione. U samców część głowowa ma pośrodku wyraźne wcięcie. Ośmioro oczu rozmieszczonych jest w dwóch rzędach. Oczy bocznych par są perłowobiałe i stykają się. Oczy pary tylno-środkowej są perłowobiałe, szeroko rozstawione i znacznie oddalone od ciemnych oczu pary przednio-środkowej. Szczękoczułki mają na przedniej krawędzi trzy grupy tęgich zębów. W grupie PTA jest ich pięć i stykają się one z pazurem jadowym. W grupie PTB ząb jest tylko jeden, a w grupie PTC są trzy. Samce mają na szczękoczułkach poprzeczne listewki służące strydulacji. Warga dolna jest szersza niż długa, trójkątna w zarysie. Niewiele dłuższe niż szerokie sternum ma stępiony wierzchołek. Odnóża pierwszej pary nie mają na tylno-bocznej powierzchni uda rządku ząbków. Kolejność odnóży od pary najdłuższej do najkrótszej to: IV, I, II, III.
Opistosoma (odwłok) w widoku od góry jest owalna, u samców prawie cała nakryta bardzo dużą tarczą, powstałą ze skutum zrośniętego z przednim sklerytem. W rejonie postepigastrycznym obecne są skleryty, duże u samców, a małe u samic. Występują trzy pary dobrze wykształconych kądziołków przędnych. Tylna para przetchlinek leży tuż przed stożeczkiem i otoczona jest sklerytem kądziołków.
Nogogłaszczki samca cechują się łyżkowatym cymbium oraz dużym bulbusem z kolczastym embolusem wyrastającym u jego nasady i zakrzywiającym się wokół jego przedniej krawędzi. Paracymbium ma wyrostki zewnętrzny i wewnętrzny w odsiebnych częściach zaokrąglone tak, że całe przypomina kształtem klucz do nakrętek. Ponad bulbusem leży zesklerotyzowana, urzeźbiona płytka dystalna z podzieloną flanką i wykształconym w konduktor wyrostkiem. Samica ma płytkę płciową zaopatrzoną w parę grubościennych, przecinkowatych zbiorników nasiennych, od których to po jednym przewodzie zapładniającym wiedzie do jamy torebki kopulacyjnej.

## Rozprzestrzenienie
Zwierzęta te są endemitami południowo-wschodniej części Australii. Rozprzestrzenione są od południowo-wschodniego Queensland na północny przez Wiktorię i Nową Południową Walię po  Tasmanię.

## Taksonomia
Rodzaj ten wprowadzony został w 2006 roku przez Michaela Rixa, który jego gatunkiem typowym ustanowił Pararchaea binnaburra. Rodzaj zaliczony został wówczas do Pararchaeidae. W 2017 roku Dimitar Dimitrow i współpracownicy na podstawie wyników analizy filogenetycznej przenieśli go do rodziny Malkaridae.
Do rodzaju tego zalicza się dwa opisane gatunki:
- Nanarchaea binnaburra (Forster, 1955)
- Nanarchaea bryophila (Hickman, 1969)